# Kalon Oros Kefalonias
Kalon Oros Kefalonias este o arie protejată (arie specială de conservare — SAC, sit de importanță comunitară — SCI) din Grecia întinsă pe o suprafață de 2.542,91 ha, integral pe uscat.

## Localizare
Centrul sitului Kalon Oros Kefalonias este situat la coordonatele 38°20′26″N 20°34′42″E / 38.340528°N 20.578311°E.

## Înființare
Situl Kalon Oros Kefalonias a fost declarat sit de importanță comunitară în august 1996 pentru a proteja 2 specii de animale. Situl a fost protejat și ca arie specială de conservare în martie 2011.

## Biodiversitate
Situată în ecoregiunea mediteraneană, aria protejată conține 1 habitat natural: Sarcopoterium spinosum phryganas.
La baza desemnării sitului se află mai multe specii protejate de  reptile (2): țestoasă bănățeană (Testudo hermanni), elaphe situla (Zamenis situla)
Pe lângă speciile protejate, pe teritoriul sitului au mai fost identificate 1 specie de plante.